# Poulet basquaise
Pour les articles homonymes, voir Poulet (homonymie) et Basque (homonymie).
Le poulet basquaise ou poulet à la basquaise est une spécialité culinaire de cuisine traditionnelle emblématique de la cuisine basque, étendue avec le temps à la cuisine française, à base de morceaux de poulet mijotés dans une piperade (sauce confite de poivrons rouge et vert, tomates, oignons, ail, huile d'olive, vin blanc, bouquet garni, plus ou moins relevée au poivre et piment d'Espelette).

## Historique
Le poulet à la basquaise est aux couleurs du drapeau basque (rouge, vert, et blanc). Il est traditionnellement mijoté et servi avec une piperade, dans une cassole en terre cuite, une cazuela ou une cocotte, et peut être amélioré avec du jambon de Bayonne…

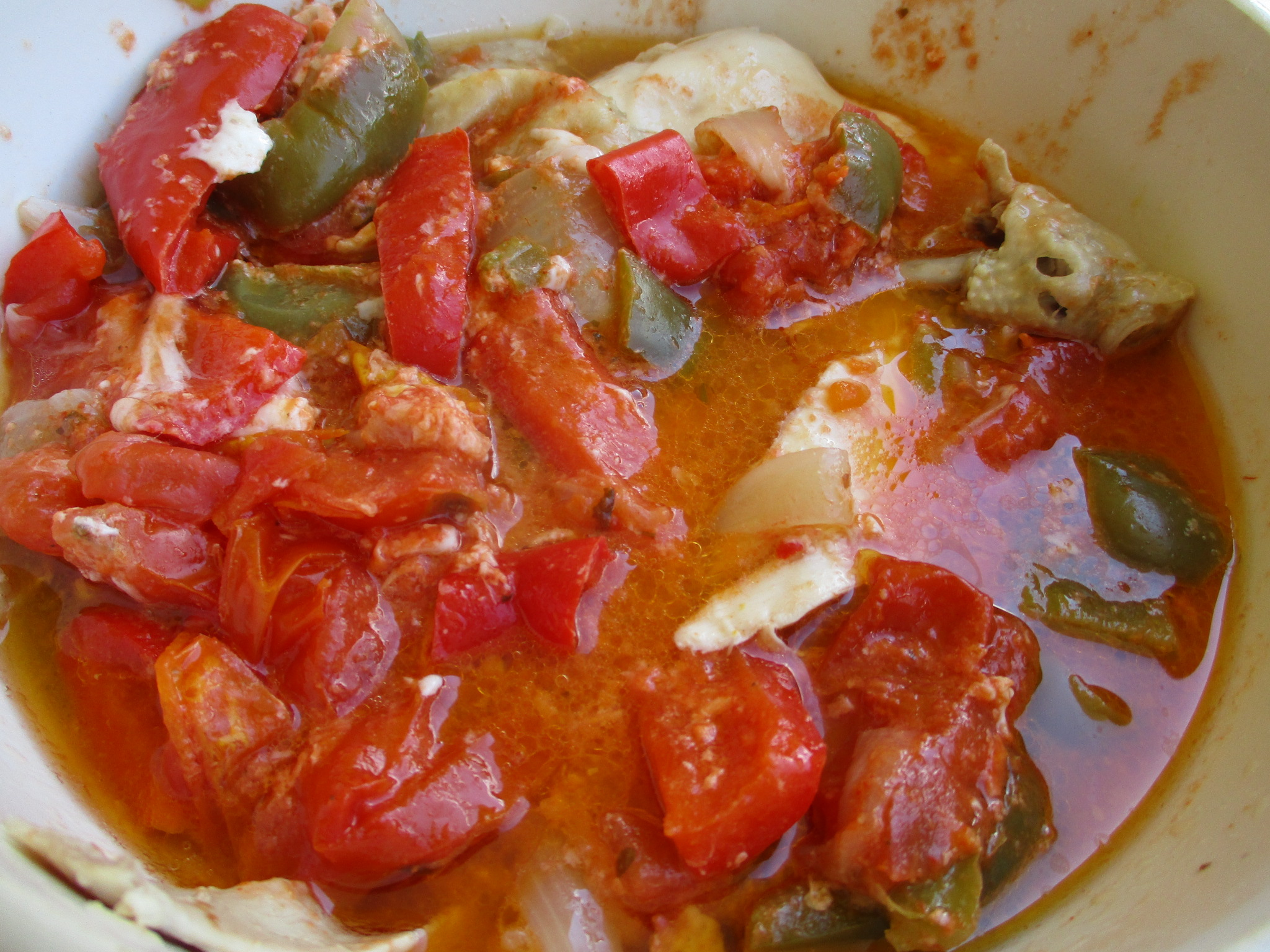
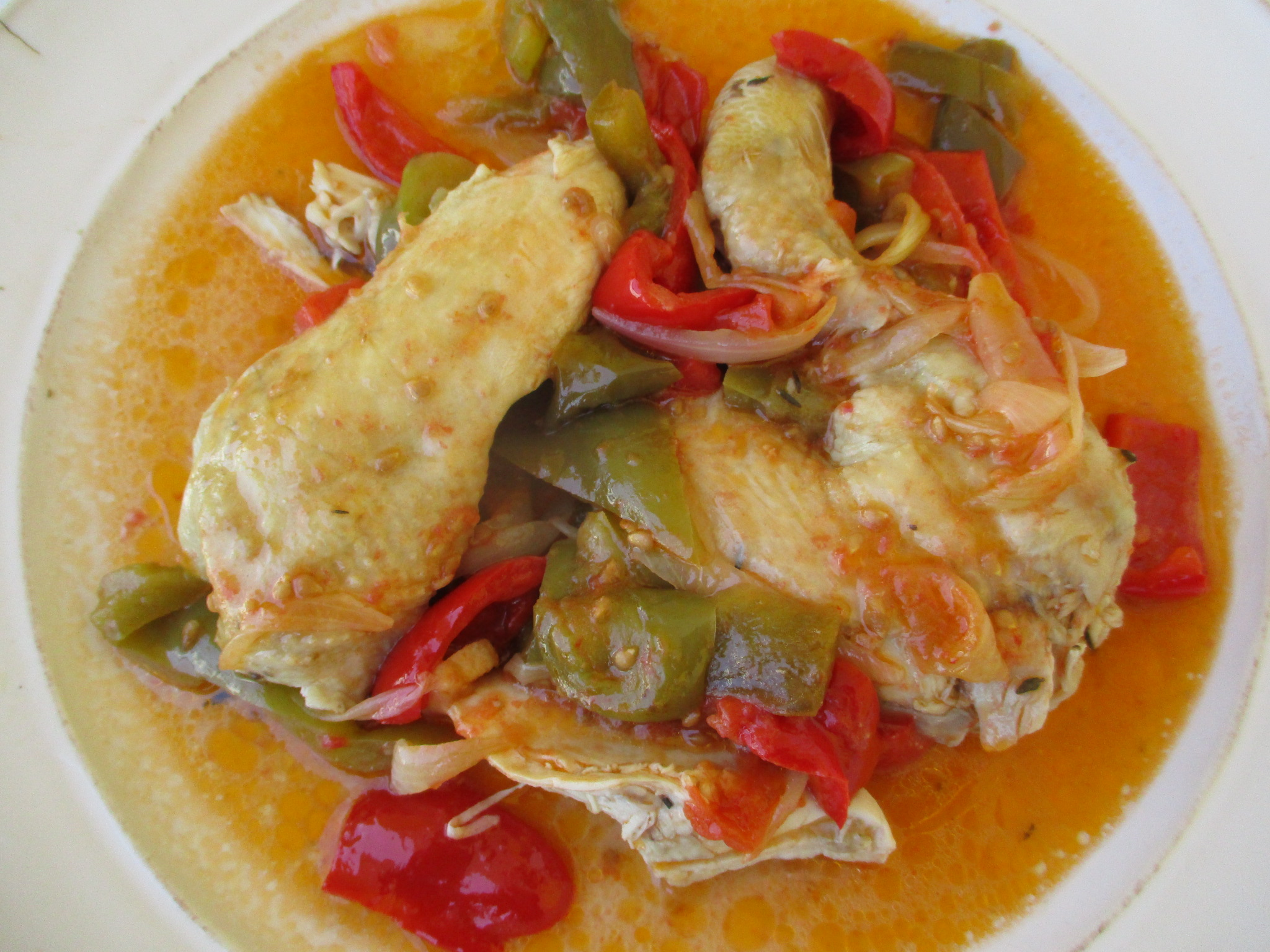
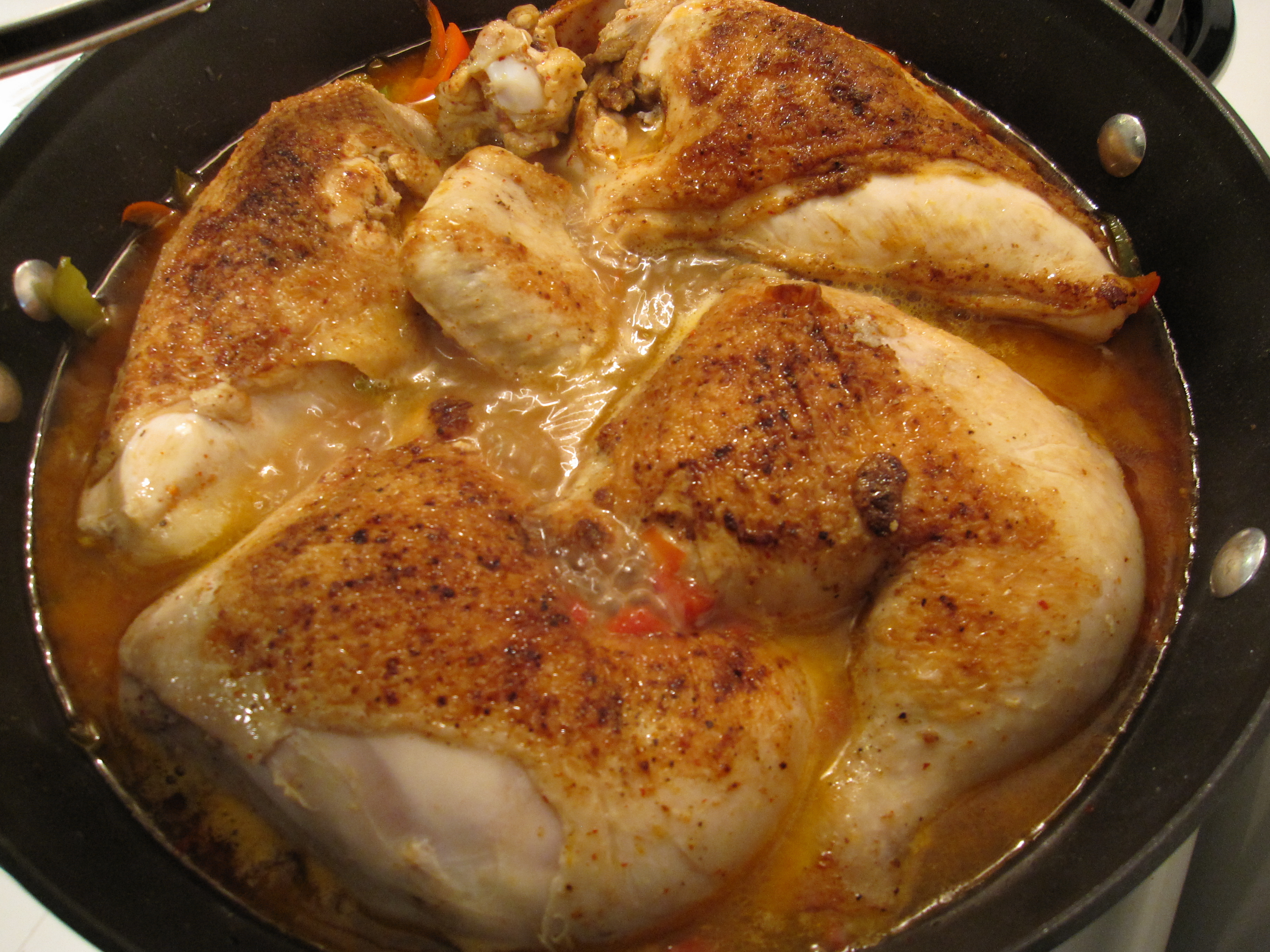

## Quelques variantes
- Poulet vascon, de Vasconie (variante humoristique de nom, de la bande dessinée Astérix en Hispanie de 1969, de René Goscinny et Albert Uderzo).

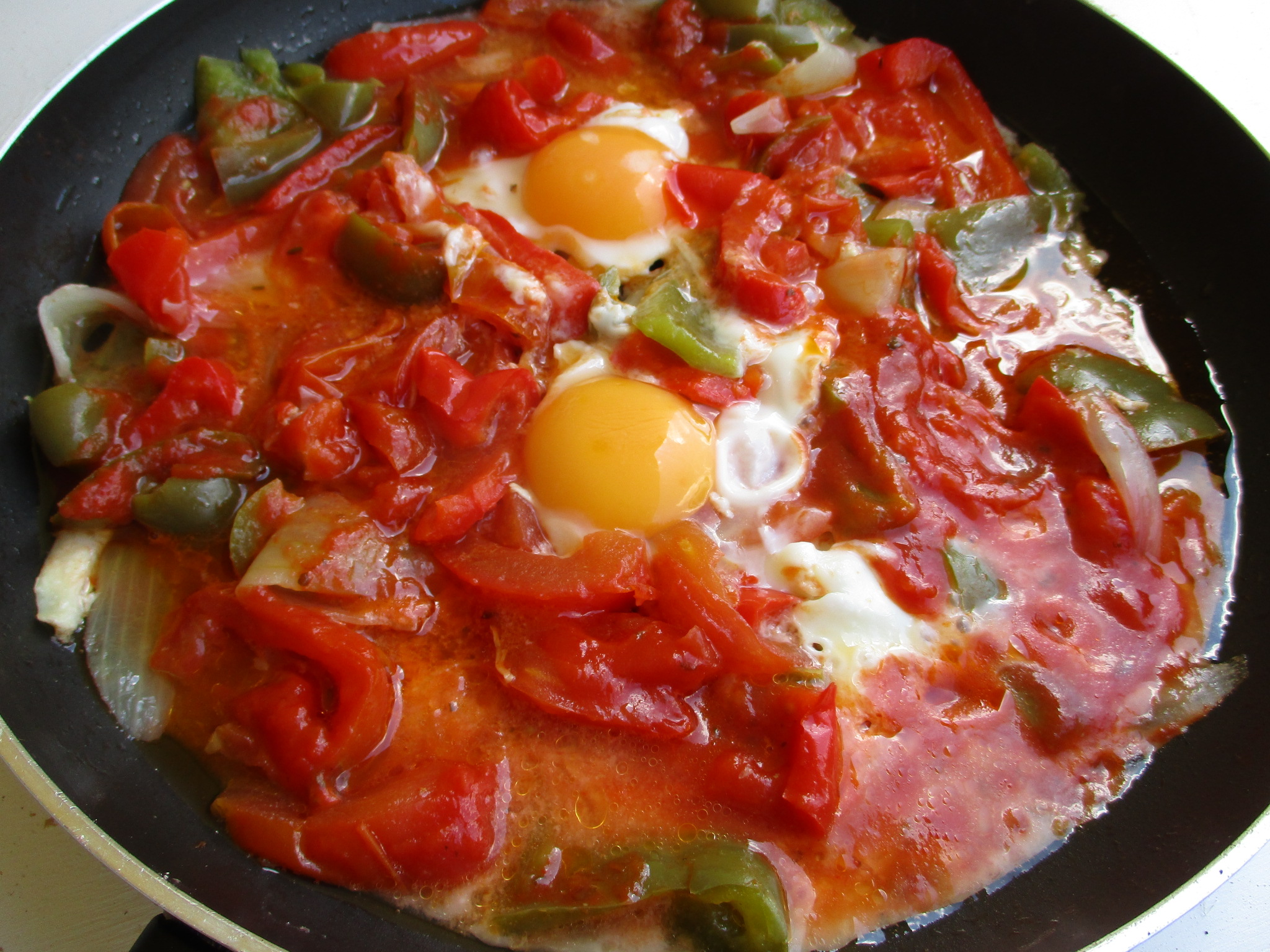
Piperade aux œufs.
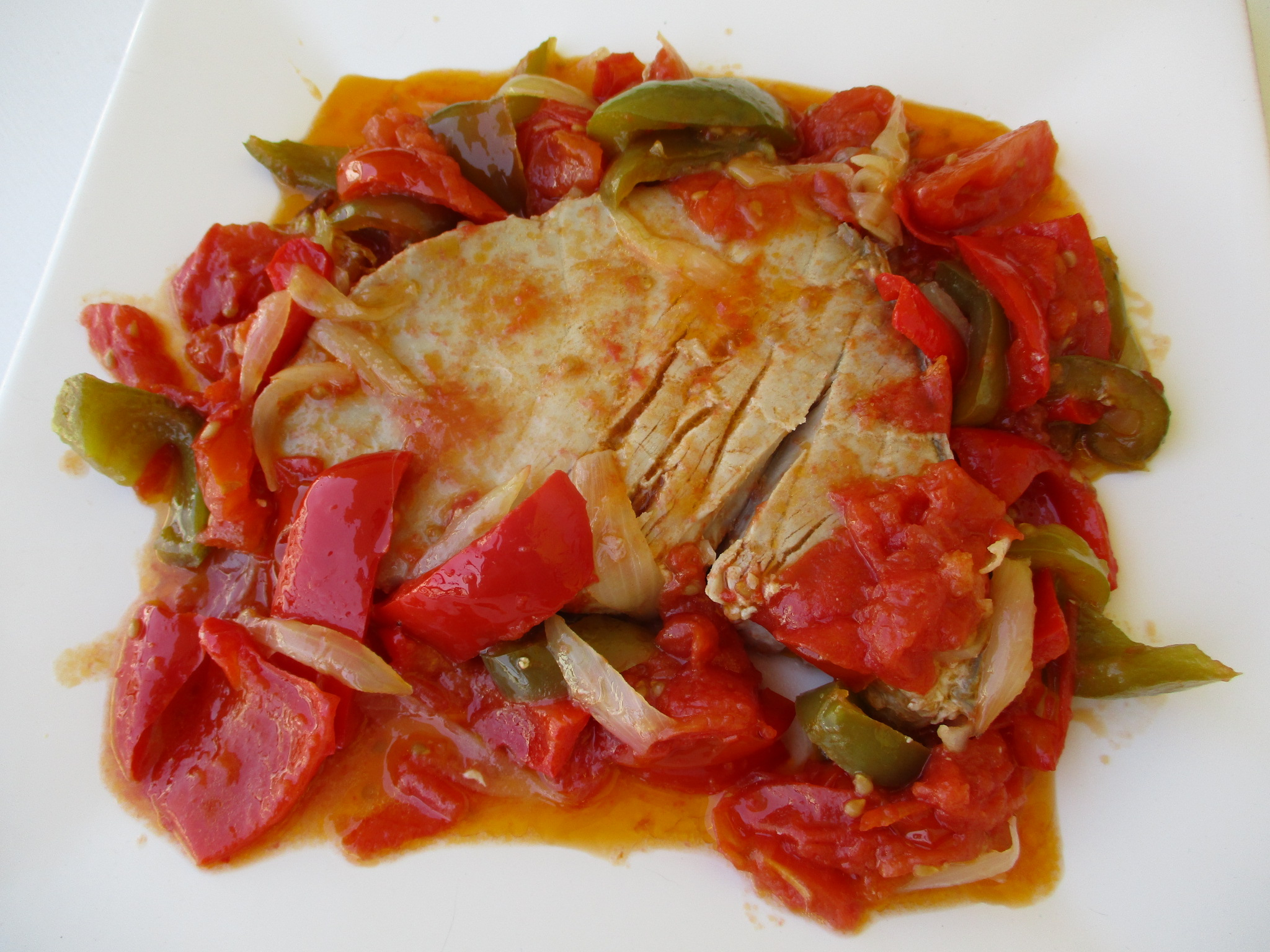
Thon grillé à la basquaise.
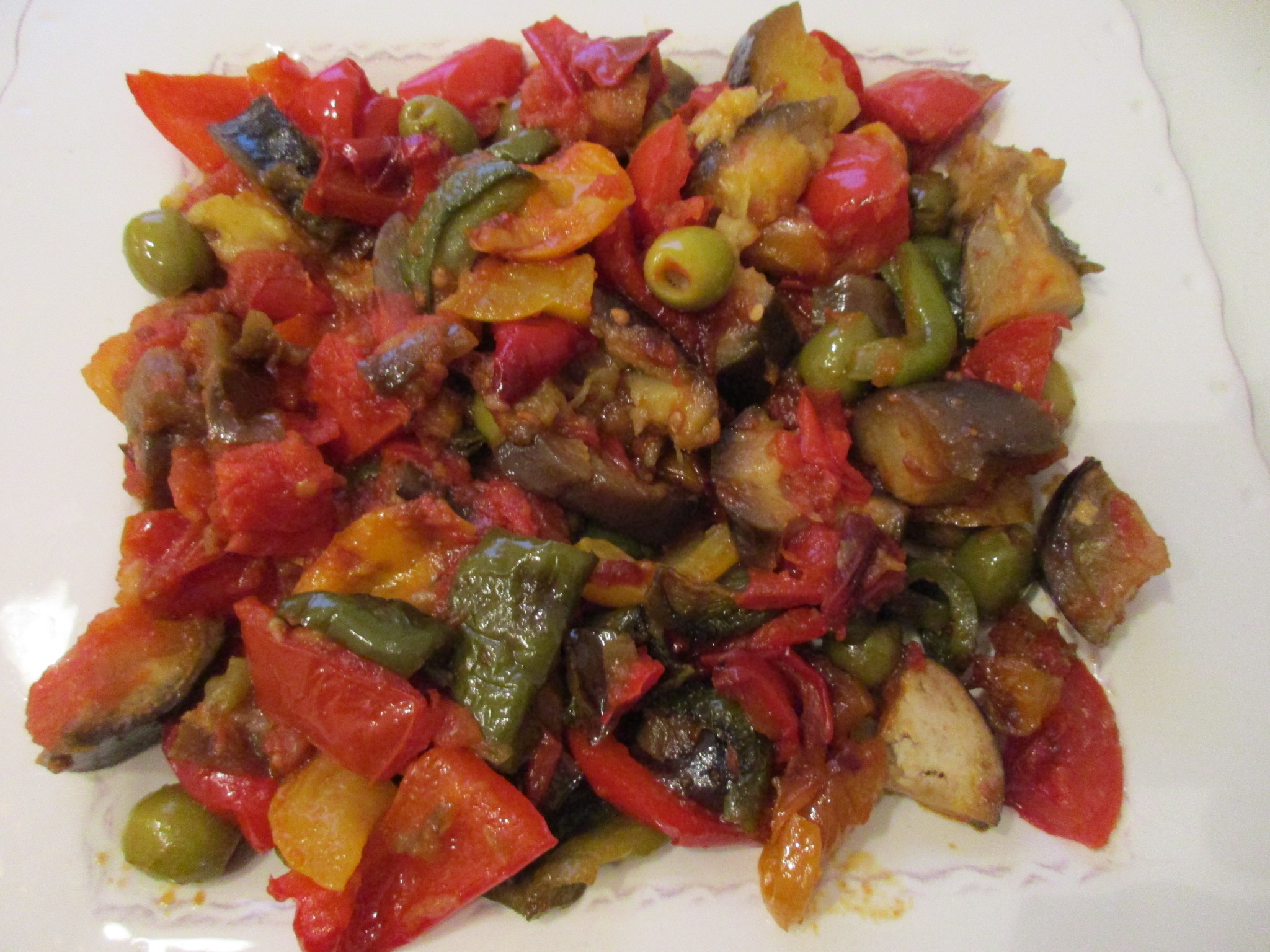
Ratatouille provençale et occitane.

- Le poulet fermier traditionnel de l'intérieur des terres peut être remplacé par du thon grillé à la basquaise par exemple, côté océan Atlantique du Pays basque.
- Piperade : la sauce du poulet basquaise est une spécialité basque à part entière, consommée chaude ou froide, avec par exemple des œufs brouillés ou au plat, des viandes, du poisson, du jambon de Bayonne ou du fromage au lait de brebis.
- Agneau en chilindrón d'agneau (ragoût traditionnel de la cuisine basque).
- Poule au pot des cuisines gersoise et gasconne.
- Ratatouille de la cuisine occitane (y compris provençale).